# Seleção Australiana de Polo Aquático Feminino
A Seleção Australiana de Polo Aquático Feminino representa a Austrália em competições internacionais de polo aquático.

## Títulos
- Jogos Olímpicos (1): 2000
- Campeonato Mundial (1): 1986